# Козиряни
Козиряни — село у Лівинецькій сільській громаді Дністровського району Чернівецької області України.
Назва села пішла від Козира, людини, яка перша поселилася в місцевості.
Село розташоване за 27 км від районного центру, за 14 км від залізничної станції Медвежа. Вперше згадується в документах XIX століття. За хоробрість і відвагу, виявлену на фронтах Німецько-радянської війни, 140 місцевих жителів були нагороджені орденами і медалями. На вшанування односельчан, загиблих у боях проти нацистів, у Козирянах встановлено обеліск.
Легеду "Козиряни" про походження села записав від І.С. Фустія відомий український фольклорист Іван Безручко, яка опублікована у збірнику "Там, де тече Дністер".

## Географія
У селі бере початок річка Дона, ліва притока Пруту.

## Населення
Згідно з переписом УРСР 1989 року чисельність наявного населення села становила 1113 осіб, з яких 486 чоловіків та 627 жінок.
За переписом населення України 2001 року в селі мешкало 999 осіб.

### Мова
Розподіл населення за рідною мовою за даними перепису 2001 року:
| Мова       | Відсоток |
| ---------- | -------- |
| українська | 99,60 %  |
| молдовська | 0,40 %   |

## Особистості
- Герасимчук Дмитро Костянтинович (12.09.1942 — 2000) — український письменник.

У 1967 році, у 25-річному віці, він досить потужно заявив про себе збіркою новел «Снять квітами зорі» і повістю «Дана». Народився Дмитро Герасимчук 12 вересня 1942 року в селі Козиряни Кельменецького району Чернівецької області. Закінчив факультет журналістики Львівського дуржуніверситету імені Івана Франка. Працював у газеті «Львівський залізничник». У 1968 році був прийнятий у Спілку письменників СРСР. Тривалий час був відповідальним секретарем Львівської обласної організації Спілки письменників України, власним кореспондентом газети «Літературна Україна» по західних областях УРСР. Окремими виданнями вийшли збірка коротких повістей «Тепле літо» (1973); книжки повістей та оповідань «Вітер з поля» (1976), «За всі роки до нашої любові» (1978); книжечка для малят «Даринка» (1977); книжка повістей «Чому біжить останній…» (1981); збірки повістей та оповідань «Літак зі Львова» (1984), «Червоний виноград» (1985); роман «Ріка» (1987)… У Москві у перекладі російською мовою вийшли книжки прози «Ветер с поля» (1980) та «Почему бежит последний» (1985). Окремі твори Дмитра Герасимчука перекладалися на болгарську, угорську, румунську, білоруську, грузинську, вірменську, литовську мови. Був удостоєний обласної комсомольської премії ім. Олександра Гаврилюка.(Юхим Гусар).

- Кривий Василь Дмитрович (01.01.1947 — 19.10.2017) — український журналіст, редактор.

Народився 1 січня 1947 року в селі Козиряни Кельменецького району Чернівецької області. У 1970 році закінчив філологічний факультет Чернівецького дуржуніверситету. Працював учителем, літпрацівником, заввідділу, відповідальним секретарем, заступником редактора Кельменецької районної газети «Наддністрянська правда», редактором газети «Рідне слово» у Кельменцях. Автор книг: «Веселка над Дністром» (2006), «Животоки» (2006)… Лауреат премії ім. В'ячеслава Чорновола. Член Національної спілки журналістів України.

- Сандуляк Леонтій Іванович  -громадсько-політичний діяч, науковець, дипломат. Співавтор з Левком Лук'яненком «Акту проголошення Незалежності України»; перший Надзвичайний і Повноважний Посол України в Румунії; вчений в галузі гістології, ендокринології, екології та валеології, доктор медичних наук, професор, автор 150 наукових праць в тому числі 5-и монографій та посібника з екології людини; член Національної спілки журналістів України. Народився 8 березня 1937 у багатодітній сім'ї хліборобів у с. Козиряни, нині Дністровського  району Чернівецької області. Закінчив Козирянську семирічну школу (1952); Чернівецьку фельдшерсько-акушерську школу (1956); Чернівецький медичний інститут (1965); аспірантуру на кафедрі гістології та захистив кандидатську дисертацію (1969); пройшов наукове стажування в НДІ ендокринології (Бухарест, Румунія), Саскачеванському університеті (Канада). У 1983 р. захистив докторську дисертацію.У 1956–1959 рр. солдат строкової служби Радянської Армії. Перші три місяці служби в армії працював акушером, а потім санітарним інструктором. Під час навчання в медінституті 4 роки працював на посаді медсестри в Чернівецькій обласній психоневрологічній лікарні. Після закінчення інституту - лікар-невропатолог Словичанської районної лікарні № 2 Житомирської області. У 1969-1972 рр. асистент кафедри гістології в Чернівецькому медінституті, у 1972-1997 р. старший викладач, доцент, професор, завкафедрою у Чернівецькому держуніверситеті, у 1992-1995 р. - Надзвичайний і Повноважний Посол України в Румунії. Після закінчення дипломатичної служби - професор кафедри екології і права Чернівецького факультету Харківського національного університету «ХПІ».З 2004 року - професор, проректор з національно-патріотичного виховання студентів та перший проректор Бориспільського інституту муніципального менеджменту при МАУП. З 2013 року - професор кафедри педагогіки, психології та управління освітою Інституту післядипломної педагогічної освіти Чернівецької області. Був одним із засновників Народного Руху України та першим головою його Чернівецької крайової організації; один із засновників Української екологічної асоціації «Зелений світ» та був його співголовою і одночасно головою громадської екологічної організації «Зелений світ Буковини»; один із засновників Партії зелених України та 1992 р. був обраний її головою. 1989 року на альтернативній основі обраний народним депутатом СРСР. За заслуги в державному будівництві та вагомий внесок у розвиток і зміцнення демократичної, соціальної і правової України Президент України Віктор Ющенко нагородив орденом «За заслуги» ІІІ ступеня та Подякою Президента, а Президент Віктор Янукович за особистий внесок у боротьбу за незалежність України – ювілейною медаллю «20 років Незалежності України». Його Святість Патріарх Київський і всієї Руси-України Філарет нагородив Орденом Святого Рівноапостольного Князя Володимира ІІІ ступеня за заслуги з відродження духовності в Україні та утвердження Помісної Української Православної Церкви. Лауреат премії ім.Павла Чубинського (2012 р.). Почеснний громадянин міста Чернівці. Автор понад  100 публікацій на громадсько-політичні теми та 2-х книг: «Одного відкриття: історія та хроніка», «Не мовчіть і вас почують». Юхим ГУСАР, журналіст, літератор, член Всеукраїнської організації краєзнавців. (Юхим Гусар)

- Шваб Павло Гаврилович (13.07.1946 — 21.12.2001) — український журналіст, редактор.

Народився 13 липня 1946 року в селі Козиряни Кельменецького району Чернівецької області. У 1969 р. закінчив філологічний факультет Чернівецького держуніверситету. Працював старшим редактором редакційно-видавничого відділу Чернівецького облуправління по пресі. Засновник і редактор газети «Буковина спортивна» (грудень 1990 — грудень 1993 рр.) Автор кількох книг-довідників про футбол, перших в Україні довідників про хокей на траві та жіночу футбольну команду («Буковинка» — Чернівці). Працював завідувачем рекламного відділу газети «Молодий буковинець». Писав на спортивні теми. Помер 21 грудня 2001 р.

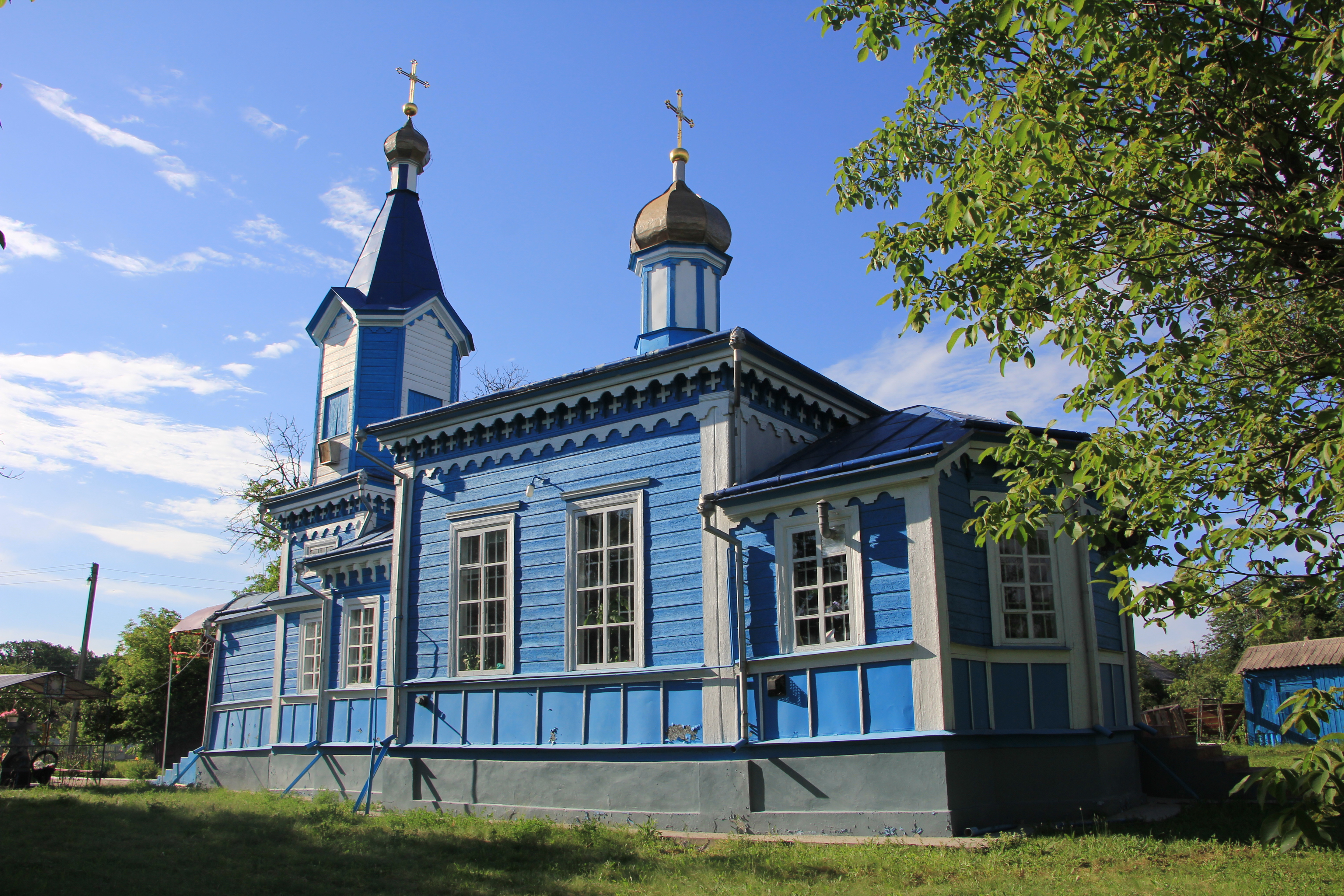
Церква Св. Дмитра 1901 с. Козиряни
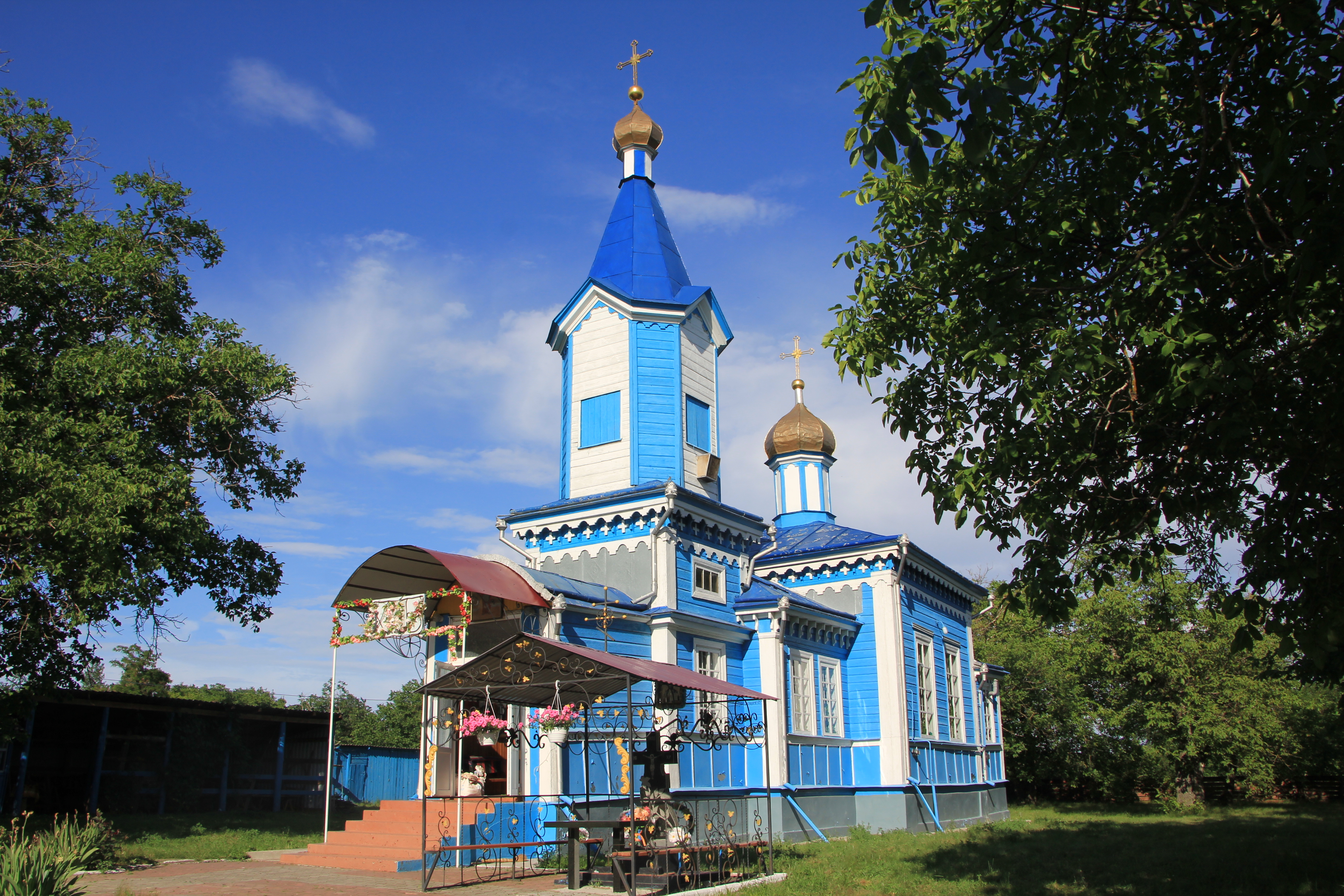
Церква Св. Дмитра 1901 с. Козиряни